# مارتن بالزا
مارتن بالزا (بالإسبانية: Martín Balza)‏ (و. 1934 – م) هو دبلوماسي من الأرجنتين .